# Gsur-Verlag
Der Gsur-Verlag war ein von Ernst Karl Winter geführter Verlag im Österreich der Zwischenkriegszeit, der sich in besonderem Maße dem Kampf gegen den Nationalsozialismus verschrieben hatte.

## Entstehung
"Gsur u. Co." mit Betriebsgegenstand "Buchhandlung und Verlag" entstand 1929 durch Übernahme der "Vogelsang-Buchhandlungs- und Verlags Ges.m.b.H." Der Verlag bestand als offene Handelsgesellschaft seit dem 29. Jänner 1930. Als Gesellschafter fungierten Gusti Gsur, Geschäftsfrau und Inhaberin einer Wiener Papierhandlung, und Ernst Karl Winter, Schriftsteller. Vertretungsbefugt war nur letzterer, und nach wenigen Monaten schied die Namensgeberin des Verlags einvernehmlich aus der Firma aus und überließ Ernst Karl Winter per 13. April 1930 die alleinige Fortführung des Unternehmens.
Verlagsadresse war zunächst Wien 8., Piaristengasse 5, dann ab 1934 Winters Privatwohnung in Wien 18., Ladenburggasse 58/12 (die heutige Thimiggasse).
Der Gsur-Verlag produzierte 1930–33 und 1935–36 – in der Zwischenzeit wurde Winter ins Amt als Wiener Vizebürgermeister berufen und stellte den Verlag zeitweilig ruhend. Ab 1935 residierte der Verlag kurzfristig im ehemaligen Vorwärts-Haus.
1936 wurde Winter zur Einstellung der Verlagstätigkeit gezwungen. Maßgeblich dafür waren der wachsende Druck aus Deutschland aber auch innenpolitische Gegnerschaft etwa seitens des Heimatschutzes gegen Winters allzu arbeiterfreundliche und antifaschistische Linie.
Trotz der erzwungenen Stilllegung blieb die Verlagskonzession Winters zunächst aufrecht und wurde erst im Herbst 1937 von Winter zurückgelegt.

## Die erste Phase
1930–33 kann Winters politische Linie als „katholisch-konservativ“ beschrieben werden.
Ernst Karl Winter selbst publizierte 1930 das Werk Platon. Das Soziologische in der Ideenlehre. Mit einem ikonographischen Exkurs. Darauf folgten einige Schriftenreihen. So gab Winter die Reihe Wiener soziologische Studien heraus, in der drei Hefte, wie z. B. Hans Eibls Von Augustinus zu Kant, erschienen. Im Jahre 1930 hat der Verlag Gsur u. Co. außerdem eine Bücherreihe herauszugeben begonnen, die nach Auffassung und Ausstattung einen neuen religiösen und vaterländischen Buchtypus repräsentierte. Aus Anlass des 250-Jahr-Jubiläums der Türkenbefreiung erschienen 1933:
- Marco D'Aviano O.M. Cap. Seine Zeit und sein Werk. Festschrift zum 250. Jahrestag der Türkenbefreiung Wiens. Herausgegeben von Karl-Johannes Grauer, E.K. Winter, H.K. Zeßner-Spitzenberg.
- Heiliges Wien. Ein Führer durch Wiens Kirchen und Kapellen (Herausgegeben von Alfred Missong).

Eindeutig antinationalsozialistischen Charakter hatten schon 1932 zwei Schriften des Franziskanerpater Zyrill Fischer mit dem Titel  Die Hakenkreuzler und (als Auszug daraus) Die Nazisozis. Von diesen wurden innerhalb eines halben Jahres fast 15.000 Stück abgesetzt. Im November 1932 erschien Der Nazispiegel von Thomas Murner (Pseudonym). Am 16. April 1933 erschien erstmals die von Ernst Karl Winter herausgegebene Zeitschrift Wiener Politische Blätter. Bereits das erste Heft wurde in Deutschland verboten.

## Die zweite Phase
1935/36 lagen die Publikationen des Verlags im Wesentlichen nur mehr auf einer scharfen anti-NS-Linie. Innerhalb von 15 Monaten erschienen:
- Walter Mehring: Müller. Chronik einer deutschen Sippe. (Roman, 1935)
- Hermynia Zur Mühlen: Unsere Töchter, die Nazinen. (1935)
- Andreas Hemberger: Barabbas. Erzählung aus der Zeit Christi. (1936)
- Peter Drucker: Die Judenfrage in Deutschland. (1936)
- Walter Berger: Was ist Rasse? Versuch einer Abgrenzung ihrer Wirksamkeit im seelischen Bereich. Mit Berücksichtigung des jüdischen Rassenproblems. Hrsg. von der Philipp-Spitta-Gedächtnis-Gesellschaft (1936)
- Albert Ganzert (Pseudonym): Die Grenze. Ein Schicksal aus 600.000. (Bühnenstück, 1936)
- Theodor Kramer: Mit der Ziehharmonika. (Lyrik, 1936)
- Ernst Karl Winter: Rudolph IV. Zweiter Band (1936)